# Heinrich Lambion
Heinrich Lambion (* 18. Juli 1855 in Dortmund; † 15. Juli 1936 in Niederwalluf) war ein deutscher Erfinder und Unternehmer.
Als Sohn eines Walzmeisters ergriff er den Beruf des Ingenieurs und Dampfkesselbauers. 1885 ging er nach Russland und wurde Teilhaber einer größeren russischen Dampfkesselfabrik (Altvater & Sohn), die Großraumwasserkessel für Kraftwerke baute. Als er 1905 nach Deutschland zurückkehrte, gründete er ein Konstruktionsbüro in Kripp am Rhein. Dort vertrieb er Dampfkesselanlagen.
1906 erfand Heinrich Lambion die mechanisch beschickte Spänefeuerung. Durch diese Technik ist es möglich, den Brennstoff automatisiert und gleichmäßig der Feuerung zuzuführen. In der Feuerung entsteht hierdurch eine kontinuierliche Brennstoff- und Luftmischung, die dafür sorgt, dass der Verbrennungsprozess und der Brennstoff optimal ausgenutzt wird. Als Ergebnis erhöht sich der Feuerungswirkungsgrad (feuerungstechnischer Wirkungsgrad) im Vergleich zur händischen Beschickung um ein Vielfaches. Noch heute wird dieses Verfahren in allen Biomasseheizwerken und -kraftwerken mit Feuerungstechnologie eingesetzt.
Schließlich gründete er 1917 mit seinem Sohn Alfred Lambion (* 1890 in Zeitz; † 1958 in Korbach) in Bad Arolsen die Maschinenfabrik A. Lambion. Neben dem Bau von Dampfkesseln widmete sich das Unternehmen dem Feuerungsbau. Insbesondere für die Bedürfnisse der Holzindustrie konstruierte man Spezialkessel für die Verbrennung von Holzabfällen sowie Niederdruck-Dampfkessel.
In den 1930er Jahren entstand die Idee, mit der Erfindung „aus übrig gebliebenen biogenen Resten Energie zu erzeugen“. Die Energieerzeugung aus biogenen Reststoffen funktionierte und Lambion entwickelte sich zu einem der etabliertesten Hersteller von Feuerungs- und Beschickungssystemen.